# Monaster Narodzenia Matki Bożej w Kilifarewie
Monaster Narodzenia Matki Bożej – prawosławny żeński klasztor w odległości czterech kilometrów od Kilifarewa, w jurysdykcji metropolii wielkotyrnowskiej Bułgarskiego Kościoła Prawosławnego.

## Historia
Monaster został założony przez pustelnika Teodozjusza, krzewiciela hezychazmu w Bułgarii, ok. 1350 lub w 1348, przy wsparciu cara Iwana Aleksandra. Za sprawą działalności Teodozjusza monaster stał się jednym z najważniejszych duchowych i kulturalnych centrów w Bułgarii u schyłku istnienia średniowiecznego państwa bułgarskiego. W 1360 w szkole klasztornej uczyło się 460 chłopców, wśród jej absolwentów byli późniejsi metropolita moskiewski Cyprian i patriarcha bułgarski Eutymiusz. Klasztor był ufortyfikowany, co nie uchroniło go przed całkowitym zniszczeniem przez Turków po tym, gdy w 1393 zdobyli oni stolicę państwa bułgarskiego – Wielkie Tyrnowo. Kolejna wzmianka o klasztorze pochodzi z 1442, zaś w 1596 mnisi ukrywali ocalałych uczestników przegranego drugiego powstania tyrnowskiego przeciwko Turkom. W rezultacie monaster został przez Turków zniszczony.
W 1718 wspólnota monastyczna w pobliżu Kilifarewa została restytuowana. W wymienionym roku wzniesiono monasterską cerkiew Narodzenia Matki Bożej oraz kaplice Jana Rylskiego i Teodozjusza Tyrnowskiego. W końcu tegoż stulecia klasztor zniszczyli kyrdżałowie, jednak został on szybko odbudowany. W latach 1840–1842 Nikoła Ficzew wzniósł w kompleksie monasterskim krzyżowo-kopułową cerkiew św. Dymitra Sołuńskiego, która powstała poprzez przebudowę starszej świątyni i kaplic. Wnętrze tej świątyni jest bogato dekorowane freskami przedstawiającymi sceny ewangeliczne. Po obydwu stronach ołtarza namalowano natomiast postacie Matki Bożej i archanioła Gabriela, zaś w absydzie ołtarzowej Matkę Bożą Obszerniejszą od Niebios. Na fresku tym Maria jest ciężarna, w jej łonie widoczne jest Dzieciątko Jezus. Ikonostas w klasztornej cerkwi wykonali w 1843 Conio i Simeon Wasilewowie, ojciec i syn, artyści ze szkoły triawneńskiej. Z tej samej szkoły wywodzili się autorzy przechowywanych w monasterskiej cerkwi ikon – Jonko Popwitanow, Dosju Kojuw i Krystio Zachariew. Wśród wizerunków wyróżnia się napisana przez tego ostatniego ikona św. Jana Rylskiego ze scenami z żywota. Zabudowania mieszkalne dla mnichów powstały w 1849 i zostały wybudowane w stylu typowym dla okresu odrodzenia bułgarskiego.
Monaster był czynny jako męski do 1950, gdy przemianowano go na wspólnotę żeńską.
Monaster w Kilifarewie i działalność jego założyciela oraz jego ucznia Eutymiusza Tyrnowskiego została opisana na kartach powieści Emiliana Stanewa Antychryst.